# Jättehavsörn
Jättehavsörn (Haliaeetus pelagicus) är en mycket stor havsörn i familjen hökar inom ordningen rovfåglar. Den förekommer utmed kusterna av östra Sibirien och Japanska havet. IUCN kategoriserar arten som sårbar.

## Utseende
Jättehavsörnen är en mycket stor havsörn som mäter 85–105 cm och har ett vingspann på 195–230 cm. Den större honan väger i genomsnitt 6,8–9 kg och hanen 4,9 till 6 kg. Fjäderdräkten är svartaktig brun och vit och den har en unik ving- och stjärtform. Den gula näbben är extremt kraftig och även vaxhuden i mungipan och orbitalringen är gul. Även fötterna är mycket kraftiga och gula och fjäderbeklädnaden på tarserna är stora och "pösiga". Juvenilen är från början mycket mörk och gradvis vitnar de partier som är helvita hos adulta individer som stjärt och vingtäckare. Det sista som vitnar är pannan.

## Utbredning och systematik

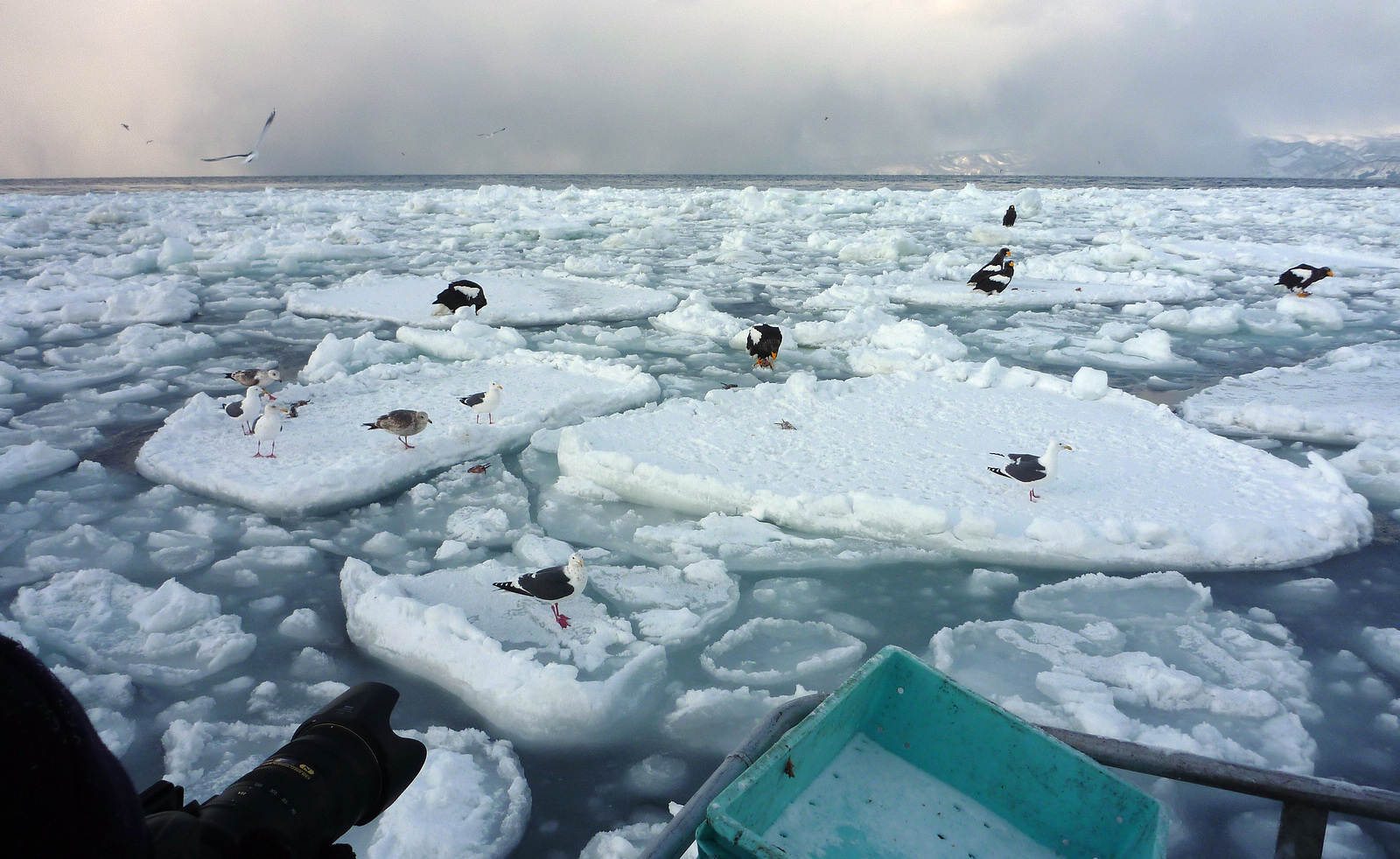
Jättehavsörnar (i bakgrunden) tillsammans med skiffertrutar.

Jättehavsörn häckar vid kusten av Kamtjatka, utmed kusterna runt Ochotska havet, på ön Sachalin och en bit in i inlandet utmed större floder. De nordligaste områdena överges vintertid och den uppträder då i södra Kamtjatka och på Hokkaido. Vintertid uppträder den även på de norra delarna, och ibland även de centrala, av Honshu, utmed kusterna av Japanska havet, exempelvis på Ryukyuöarna, och Sydkorea. Allt färre individer rapporteras från Bohaibukten där den tidigare uppträdde vintertid. Arten har tillfälligt uppträtt i Taiwan samt i Nordamerika. Den har även setts i Europa, bland annat Sverige, men det har bedömts osannolikt att den nått landet på naturlig väg.
Arten delas vanligtvis inte upp i några underarter. Men utifrån gamla specimen och observationer finns underarten H. p. niger beskriven som är svartbruna och helt saknar vitt, förutom på stjärten, och som ska ha observerats i Korea och södra ryska fjärran östern. Det spekuleras att detta "taxon" antingen skulle vara felbestämda subadulta individer, eller en utdöd mörk morf eller underart.

## Ekologi
Jättehavsörnen häckar främst utmed klippiga kuster och vid stora flodmynningar. Den placerar sitt stora bo i kraftiga gamla träd eller på klippavsatser. Vintertid förekommer den även vid stora sjöar och våtmarker i inlandet. Den lever främst av fisk och sjöfågel. Denna havsörn fördrar fiskar av släktet stillahavslaxar (Oncorhynchus). Den äter även kadaver av större djur som sälar.
Arten bygger boet under senare februari eller början av mars och honan lägger under april eller lite senare en till tre ägg. Äggen kläcks mellan mitten av maj och mitten av juni. I augusti eller lite senare får ungarna flygförmåga.

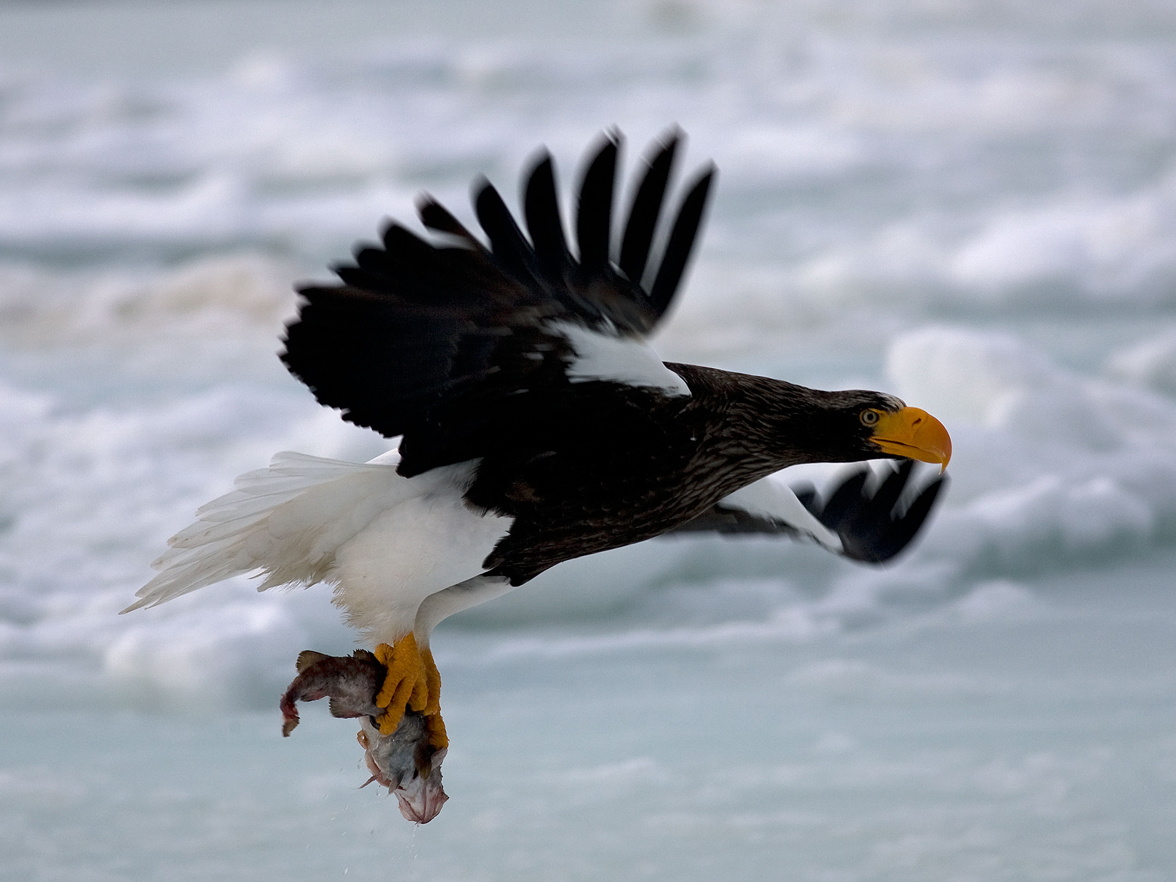
Adult med byte
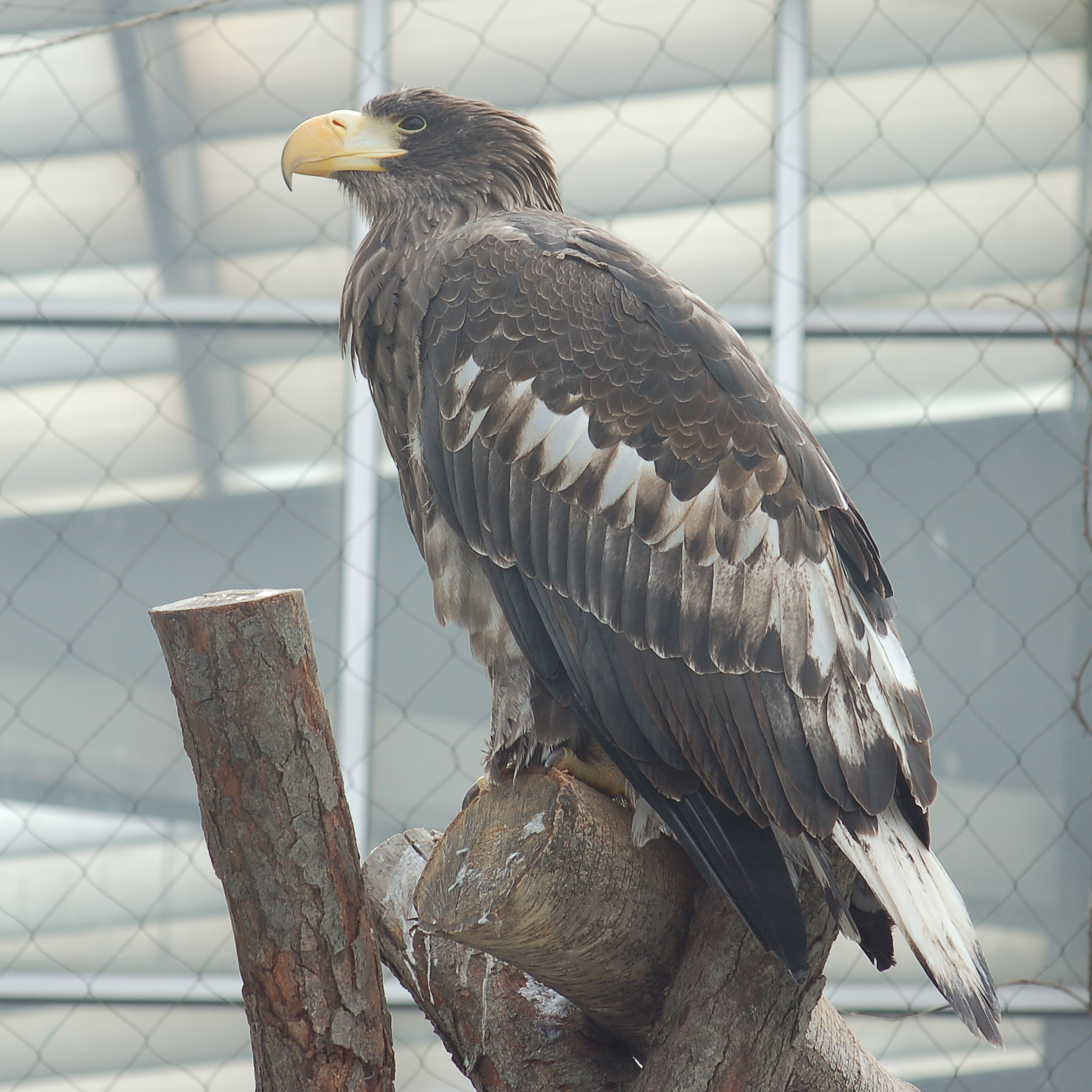
Juvenil
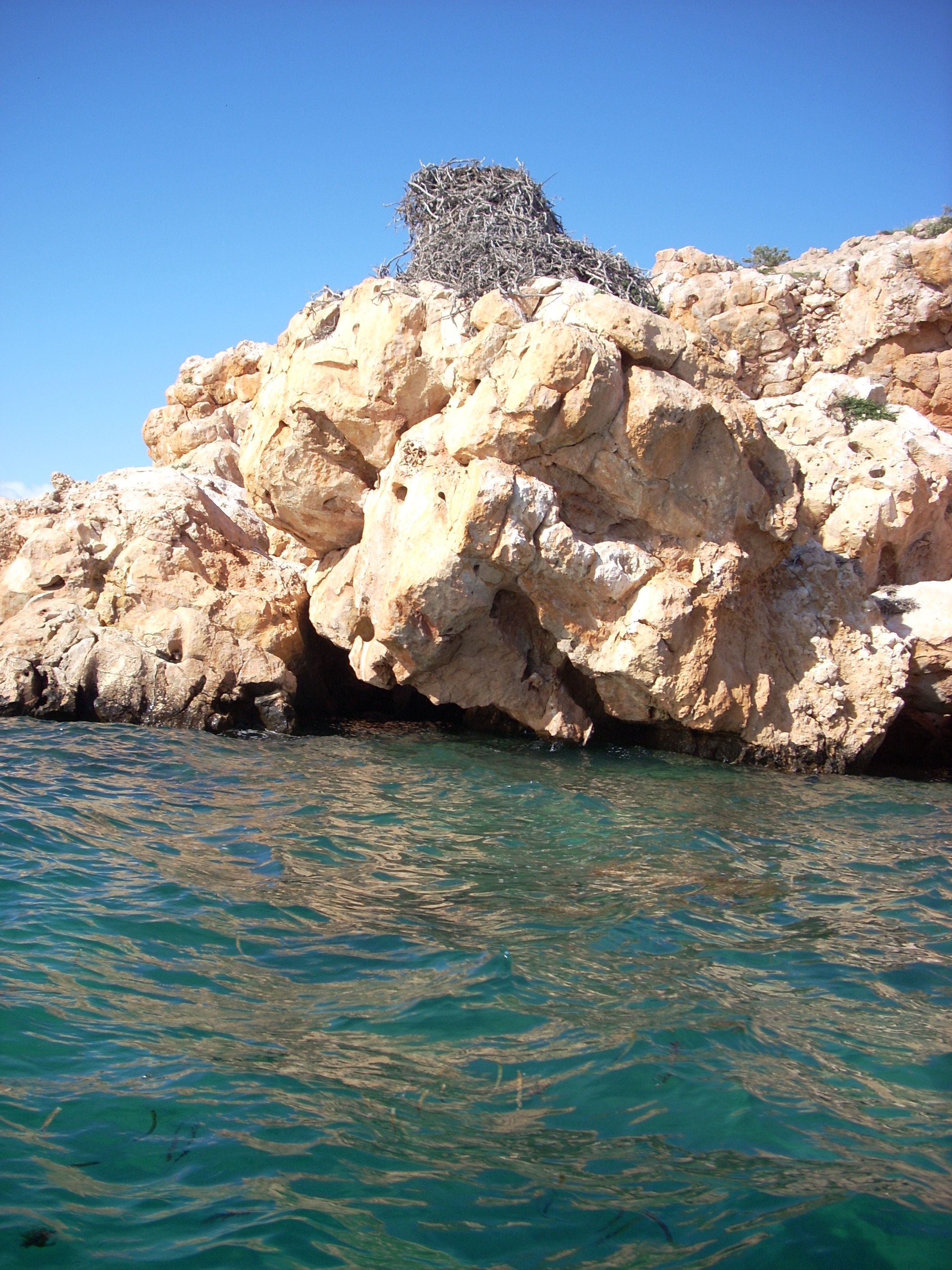
Bo av jättehavsörn.